# 竹内まり
竹内 まり（たけうち まり、1983年6月11日 - ）は、日本のAV女優。愛知県出身。

## 略歴
2003年頃にデビューしたAV女優。
幼い顔付きや体型から主にロリータ系や女子高生ものの作品に多く出演した。
趣味は服作り、写真、ピアノ、ギター、剣道、絵。

## 作品
2003年
- エスカレートするドしろーと娘 4（5月1日、プレステージ）
- 過激生素人 No 13（6月6日、プレステージ）
- いじめられっ娘 07 ライブハウス編（6月22日、ビッグモーカル）他多数出演
- 女子校生強制わいせつ 32（6月24日、クリスタル映像）他出演:飯塚マナ、長谷川愛美
- HIGH SCHOOL FUCK（7月8日、アイデアポケット）春日ひより、はらだはるな、松浦美和
- Cream 34（7月12日、クリスタル映像）他出演:相原莉央、真中リカ
- 初体験女子校生（7月20日、NEXT GROUP）他出演:美月みゆ、早川もも
- 女子校生 痴女 4（9月9日、U&K）
- 女子校生 お外でイこう！！ スパルタ強制露出（10月20日、NEXT GROUP）他出演:宮崎ナナ、早川もも
- 隠れ里の温泉若女将　秘湯めぐり・淫乱未亡人女将の巻（10月20日、アイザックTOKYO）共演:観月綾乃　他2名出演
- 16人のプライベートオナニー4時間スペシャル VOL.1（10月21日、プレステージ）他15名出演
- 続・おもらし 9（10月25日、GIGA）
- LOVE DOLL 竹内まり（10月31日、大洋図書）
- 真・ブルセラ(II) 7（11月28日、桃太郎映像出版）共演:桜このみ
- ザ･強制 其の参（12月1日、シャトルジャパン）共演:南ななえ

2004年
- 卑猥◆性行為（1月9日、タカラ映像）他出演:小椋瞳、松沢はな
- 全編強制ワイセツ8人 2時間スペシャル（1月16日、アリスJAPAN）他多数出演
- CHEERS!（2月25日、h.m.p）他出演
- 女子校生拉致監禁 VOL.11（3月17日、ゴーゴーズ）
- HSFDX3 HIGH SCHOOL FUCK DX3（4月8日、アイデアポケット）他多数出演
- 凌辱エロメス 8（4月9日、ワイルドサイド）
- 女子高生の部屋 ズル休み（4月16日、GUTS）
- 名門アナル王国4（5月21日、ワイルドサイド）
- いじめんせつ 06（5月26日、ビッグモーカル）他多数出演
- 改造人間　第1巻（5月27日、GIGA）
- ザ 女子校生狩り（5月28日、クリスタル映像）他多数出演
- こんでんすみるきぃ（6月8日、みるきぃぷりん♪）
- ザーメン☆フェイス☆クラッチ2（6月30日、大洋図書）
- くいこみ生まんじゅう 9（7月9日、ワイルドサイド）
- 生中出し 少女性教育1○歳 まり（7月13日、グローリークエスト）
- 野外羞恥女子校生 1（7月20日、NEXT GROUP）他多数出演
- MILKY COLLECTION 2004 VOL.1（8月8日、みるきぃぷりん♪）他多数出演
- 汁セラ 4 竹内まりにぶっかけろ（8月13日、桃太郎映像出版）
- 凌辱DOLL（8月27日、ピエロ）
- 女子校生発情アルバム（9月20日、NEXT GROUP）他多数出演
- みるきぃHiスクール。 竹内まり #137（10月8日、みるきぃぷりん♪）
- 女子校生れず 先輩と私 62（10月22日、U&K）共演:内海歩
- 制服愛人［private lovers in school wear］（10月22日、デジタルバンク）他多数出演
- ザ・面接レイプ 4時間BEST（10月29日、ビッグモーカル）他多数出演
- みるスポ!（11月8日、みるきぃぷりん♪）
- 少女最終章1（11月11日、ビーワン）
- ミスキャプテン 想い出アルバム 武道部編（11月20日、NEXT GROUP）他多数出演
- Girls Be… 2 旅立ちの瞬間（11月20日、NEXT GROUP）共演:桜このみ、戸部雅
- 遊ぼうよ（12月08日、関西ソフト）共演:桜このみ、夏目しおん
- ラブレズ [竹内まり×いちこ]（12月8日、みるきぃぷりん♪）共演:いちこ
- HIGH SCHOOL FUCK ブルマセレクション（12月8日、アイデアポケット）他多数出演

2005年
- 淫行 ～●すぎたカラダ～（1月28日、デジタルドリーム）他多数出演
- CHEERS！7（1月31日、h.m.p）他多数出演
- 私立スペルマ学園（2月15日、みるきぃぷりん♪）
- リア王の全貌2 4時間50人1980円（2月18日、ワイルドサイド）他多数出演
- 学園犯罪ファイル（2月20日、NEXT GROUP）他多数出演
- Collection No.2 まり（3月1日、ビーワン）
- 女子校生プラチナム（3月4日、デジタルバンク）他5名出演
- MILKY COLLECTION 2004 VOL.4（3月8日、みるきぃぷりん♪）他7名出演
- 京都っ子ロリ vs おもちゃ（3月23日、ゼロコーポレーション）
- ぶっかけ全集（4月1日、桃太郎映像出版）他5名出演
- MILKY COLLECTION 2004 VOL.5（4月8日、みるきぃぷりん♪）他多数出演
- 女子校生レイプ～鬼畜道～（4月20日、NEXT GROUP）他多数出演
- 萌えコス。[白い天使]（5月20日、タカラ映像）
- 女子校生青空羞恥（5月20日、NEXT GROUP）他多数出演
- 液ジュポ2005 マン国博覧会（5月23日、シャイ企画）他出演:柳瀬遥、松島やや、矢藤あき
- くいこみ生まんじゅう[スペシャル] 3（6月17日、ワイルドサイド）他出演沢見ひかり、桜このみ
- 竹内まりに、溺れっぱなし!（6月25日、オーロラプロジェクト）
- 少女の甘い囁きとねっとり淫らな手コキ・フェラ（9月1日、ビーワン）他多数出演
- 月刊素人ラブホでイク！（9月1日、NEXT GROUP）他多数出演
- 少女と温泉とおやじの欲望3（11月1日、ビーワン）共演:ももか
- Girls Be… ベストコレクション（11月20日、NEXT GROUP）他出演:藤木なお、桜このみ、戸部雅
- HIGH SCHOOL FUCK DX 3（11月20日、アイデアポケット）他多数出演
- MILKY COLLECTION 2005 VOL.4（12月1日、みるきぃぷりん♪）他8名出演
- 猥褻委員会推奨 ブッカケ 飲めや!!カケろや!!（12月15日、桃太郎映像出版）他10名出演

2006年
- 美少女・エッチ VOL.7（1月20日、プレステージ）他4名出演
- 萌えコス。スペシャル!!VOL.2[萌え系マニア]編（3月16日、タカラ映像）他出演:今野由愛、みずなあんり、江口美貴
- 女子校生露出の鬼 4時間（3月20日、NEXT GROUP）他多数出演
- 忍者 Vol.35（12月3日、GIGA）
- オフィスケイズの『マッサージ』4時間（12月16日、オフィスケイズ）他多数出演

2007年
- レズ4 BEST COMPLETE 上巻（2月23日、U&K）他多数出演
- 変質者の餌食となった女子校生 4時間30分（5月15日、NEXT GROUP）他多数出演

2008年
- スレスレ限界モザイクで甦る（10月31日、ピエロ）他出演:若菜ひな、うるるまみ、真弓あゆ
- 真・SMレズスペシャル（12月26日、ピエロ）他出演:畑野まゆみ、乙川紗良、梓ゆり

2009年
- ぶっかけ・ゴックン白濁液まみれ15人210発!!!（3月7日、桃太郎映像出版）他14名出演
- フル勃起 4時間ノンストップ（9月7日、桃太郎映像出版）他多数出演

2010年
- ラブレズ◆ベロキス（3月25日、みるきぃぷりん♪）他多数出演
- LEGS＋ 白タイツ少女Limited（4月23日、HRC）他出演:中原りさこ、宮内遥

2011年
- ノンストップ ぶっかけ 精子 100リットル（3月7日、桃太郎映像出版）他多数出演

2012年
- 女子校生拉致監禁大全 第七集（12月21日、ゴーゴーズ）他出演:早希なつみ、松沢はな、星野つぐみ

2013年
- 還暦夫婦の愛と性春の旅立ち 関西・北陸篇（3月21日、ルビー）他出演:藍住雅子、阿久沢好恵

2017年
- うぶな女子校生に350発のぶっかけ（2月7日、桃太郎映像出版）他出演:持田みく、瀬玲奈、梅宮かおる、松岡理穂